# Ещё одна простая просьба
«Ещё одна простая просьба» (англ. Another Simple Favor) — американский фильм в жанре чёрной комедии и мистерии, срежиссированный Полом Фигом по сценарию Джессики Шарзер и Лаэты Калогридис. Сиквел картины «Простая просьба» (2018). К своим ролям вернулись Анна Кендрик, Блейк Лайвли, Генри Голдинг, Эндрю Рэннеллс, Башир Салахуддин, Джошуа Сэтин и Иэн Хо. К актёрскому составу присоединились Микеле Морроне, Елена София Риччи, Элизабет Перкинс, Алекс Ньюэлл и Эллисон Дженни.
Фильм был представлен 7 марта 2025 года на фестивале South by Southwest, а с 1 мая стал доступен для просмотра на платформе Amazon Prime Video. Критики встретили картину сдержанно, отзываясь о ней неоднозначно.

## Сюжет
Прошло пять лет после событий первого фильма. Стефани Смозерс стала известной блогершей, специализирующейся на преступлениях, и любительницей расследований. Она выпустила книгу о своей дружбе с Эмили Нельсон и последующем судебном процессе. Во время автограф-сессии Стефани неожиданно сталкивается с Эмили, которую освободили после апелляции. Эмили собирается выйти замуж за своего давнего друга, богатого итальянца Данте Версано, чья семья, по слухам, связана с организованной преступностью. Она приглашает Стефани стать её свидетельницей на свадьбе, выманивая согласие лестью и угрозами.
Вместе с Данте и своим литературным агентом Вики Стефани прибывает на остров Капри, где воссоединяется с бывшим мужем Эмили Шоном и их сыном Никки. Среди приглашённых также мать Эмили, Маргарет, и её тётя Линда, а также мать Данте, Порция, которая враждебно настроена к невесте и открыто обвиняет её в корысти. На обеде перед свадьбой вспыхивает ссора между пьяным Шоном и женихом. Позже Шона находят убитым в его гостиничном номере.
Стефани приходит на «девичник», оказавшись там единственной гостьей, и сближается с Эмили. Вернувшись, она обнаруживает тело Шона, а полиция списывает его смерть на несчастный случай. Подозревая Эмили, Стефани начинает за ней следить, но её отвлекает Айрин Уокер, американская туристка, которая оказывается агентом ФБР. Она показывает Стефани фотографию Линды с некой женщиной, которую та опознаёт по татуировке как Эмили. Их прерывает Данте, которого позже Стефани видит в бурной ссоре с Маттео Бартоло — представителем враждующей с Версано семьей.
Свадьба Эмили и Данте состоялась. На приёме жених эффектно сжигает брачный контракт, назвав это жестом примирения с Бартоло. Однако вскоре после торжества Стефани становится свидетельницей убийства Данте. Порция обвиняет в случившемся Эмили, Линда указывает на Маттео, который всё отрицает. Так как алиби Эмили подтверждено, а Стефани была единственным свидетелем, её помещают под домашний арест.
Стефани встречается с Эмили, но понимает, что перед ней — Черити, третья из тройни, сестра Эмили и покойной Фейт. Черити наносит себе ножевое ранение, подставляя Стефани. Её спасает горничная Изабелла, подкупленная агентом Айрин. Благодаря ей Стефани проникает в комнату Маргарет, где та рассказывает: Черити выжила при рождении, а Линда подделала документы и вырастила её как собственную дочь.
Стефани пытается добраться до Айрин, но та погибает от рук Черити, замаскированной под туристку. Линда тем временем душит Маргарет, узнав, что та заговорила. Стефани передают Порции Версано.
Полагая, что Эмили и Стефани в сговоре против её сына, Порция вводит Стефани сыворотку правды и приказывает её устранить, но Эмили врывается в последний момент и спасает её. Она объясняет, что Линда шантажировала их, угрожая раскрыть фиктивность брака с Данте, прикрывавшего его связь с Маттео. После отказа вмешалась Черити, влюблённая в Эмили, убившая Шона и Данте. Она подменила сестру на свадьбе, пока та была без сознания, и удерживала её до дня, когда забыла её снова усыпить.
Выдавая себя за Эмили, Черити выходит в эфир с телефона Стефани и шлёт зашифрованную угрозу: если та не сдастся, погибнет Никки. Эмили и Стефани сталкиваются с Линдой и Черити, держащими ребёнка под прицелом. Линда намерена убить Стефани и возложить на неё все убийства, чтобы Черити заняла место Эмили в богатой семье Версано. Стефани предупреждает: для завершения плана придётся избавиться и от Эмили. Но Черити возражает. Во время схватки Никки направляет игрушечный дрон в лицо Линде, и Черити выхватывает оружие, убивает Линду и сбрасывает её со скалы.
Эмили убеждает сестру сесть в тюрьму вместо неё, взяв на себя вину за все преступления. Стефани возвращается домой, пишет вторую книгу о событиях на Капри и выполняет просьбу Эмили — обеспечить Никки нормальную жизнь. Эмили остаётся в Италии, скрываясь, но её находит Порция. Она говорит, что знает правду и требует за молчание «одолжение», передавая конверт с неизвестным содержимым.

## В ролях
- Анна Кендрик — Стефани Смозерс, писательница и мать Майлза
- Блейк Лайвли — Эмили Нельсон / Хоуп МакЛанден и Черити МакЛанден
- Эндрю Рэннеллс — Даррен
- Башир Салахуддин — детектив Саммервилл
- Элизабет Перкинс — Маргарет МакЛанден, мать Эмили (Перкинс заменила Джин Смарт, сыгравшую роль в первом фильме)
- Микеле Морроне — Данте Версано, жених Эмили
- Елена София Риччи — Порция Версано, мать Данте
- Генри Голдинг — Шон Таунсенд, бывший муж Эмили и отец Никки
- Эллисон Дженни — Линда МакЛанден, тётя Эмили и старшая сестра Маргарет
- Алекс Ньюэлл — Вики
- Джошуа Сэтин — Майлз Смозерс, сын Стефани
- Иэн Хо — Николас «Никки» Таунсенд-Нельсон, сын Эмили и Шона
- Тейлор Ортега — агент Айрин Уокер
- Лоренцо де Мур — Маттео Бартоло
- Апарна Нанчерла — Сона
- Келли МакКормак — Стейси
- Холмс — вожатая лагеря
- Джейк Таппер — камео

## Производство

### Пре-продакшн
В мае 2022 года было объявлено, что студии Amazon MGM Studios и Lionsgate дали зелёный свет продолжению фильма 2018 года. Режиссёр Пол Фиг вернулся к работе над сиквелом, а Анна Кендрик и Блейк Лайвли вновь исполнили главные роли. В марте 2024 года проект официально подтвердили, и стало известно, что к съёмкам присоединились Генри Голдинг и Эндрю Рэннеллс, также вернувшиеся к своим персонажам из первого фильма. Среди новых участников актёрского состава оказалась и Эллисон Дженни.

### Съёмки
Основной этап съёмок начался в конце марта 2024 года. Изначально старт был намечен на осень 2023 года в Капри и на территории включённой в список объектов всемирного наследия ЮНЕСКО Виллы Адриана в Италии. Съёмки завершились 26 мая 2024 года.

## Выпуск
Премьера фильма «Ещё одна простая просьба» состоялась 7 марта 2025 года на фестивале South by Southwest, а 1 мая он стал доступен на платформе Amazon Prime Video.

## Восприятие
На сайте-агрегаторе Rotten Tomatoes рейтинг одобрения составил 62% на основе 128 рецензий со средней оценкой 5,8 балла из 10. Консенсус сайта гласит: «Опираясь на успех первой части, „Ещё одна простая просьба“ предлагает идеальный коктейль из загадок, интриг и харизматичного актёрского состава с лёгкой примесью своевременного юмора». На портале Metacritic фильм получил 54 балла из 100 на основе 24 рецензий, что соответствует «смешанным или средним отзывам».
Брайан Таллерико с сайта RogerEbert.com поставил фильму 2,5 звезды из 4 и отметил: «Несмотря на смену темы — от материнства к мафии — „Ещё одна простая просьба“ в целом повторяет первую часть как в своих сильных, так и в слабых сторонах. Блейк Лайвли снова великолепна — она наполняет свою героиню тревожащей неопределённостью, из-за чего всё рушится, когда её нет в кадре. Костюмы — роскошные, не уступают живописным пейзажам».
Мэтт Донато из TheWrap поставил три звезды из пяти, написав: «Может быть, это не тот самый идеальный мартини в бокале Эмили — и ничего страшного. Как и её будничные коктейли, которые она взбалтывает за секунду, криминальный фарс Фига получился сексуальным, игривым и вполне смотрибельным».
В более сдержанной рецензии Джейкоб Оллер из The A.V. Club поставил фильму оценку C+ и добавил: «Да, здесь остались основные удовольствия — язвительное притяжение между Кендрик и Лайвли, нелепые повороты сюжета, вызывающие восторг наряды, — но накал, питавший саму идею, заметно угас. Несмотря на выросшее число трупов, продолжение ощущается столь же дежурным, как и его название. Это просто Ещё одна часть».

## Награды и номинации
| Награда | Дата церемонии | Категория                 | Номинант(ы) | Результат | Прим.  |
| ------- | -------------- | ------------------------- | ----------- | --------- | ------ |
| SXSW    | 15 марта 2025  | Приз зрительских симпатий | Пол Фиг     | Номинация | [ 13 ] |